# Eublepharidae
Eublepharidae é uma família de répteis escamados pertencentes à subordem Scleroglossa.
Inclui cinco gêneros:
- Coleonyx
- Eublepharis
- Goniurosaurus
- Hemitheconyx
- Hemidactylus